# Times & Transcript
Le Times & Transcript est le quotidien ayant le deuxième plus grand tirage au Nouveau-Brunswick après L'Acadie nouvelle. Il dessert Moncton et les environs. Les bureaux et les presses sont situés sur la rue Main dans le centre-ville de Moncton. Le journal est publié par Brunswick News.

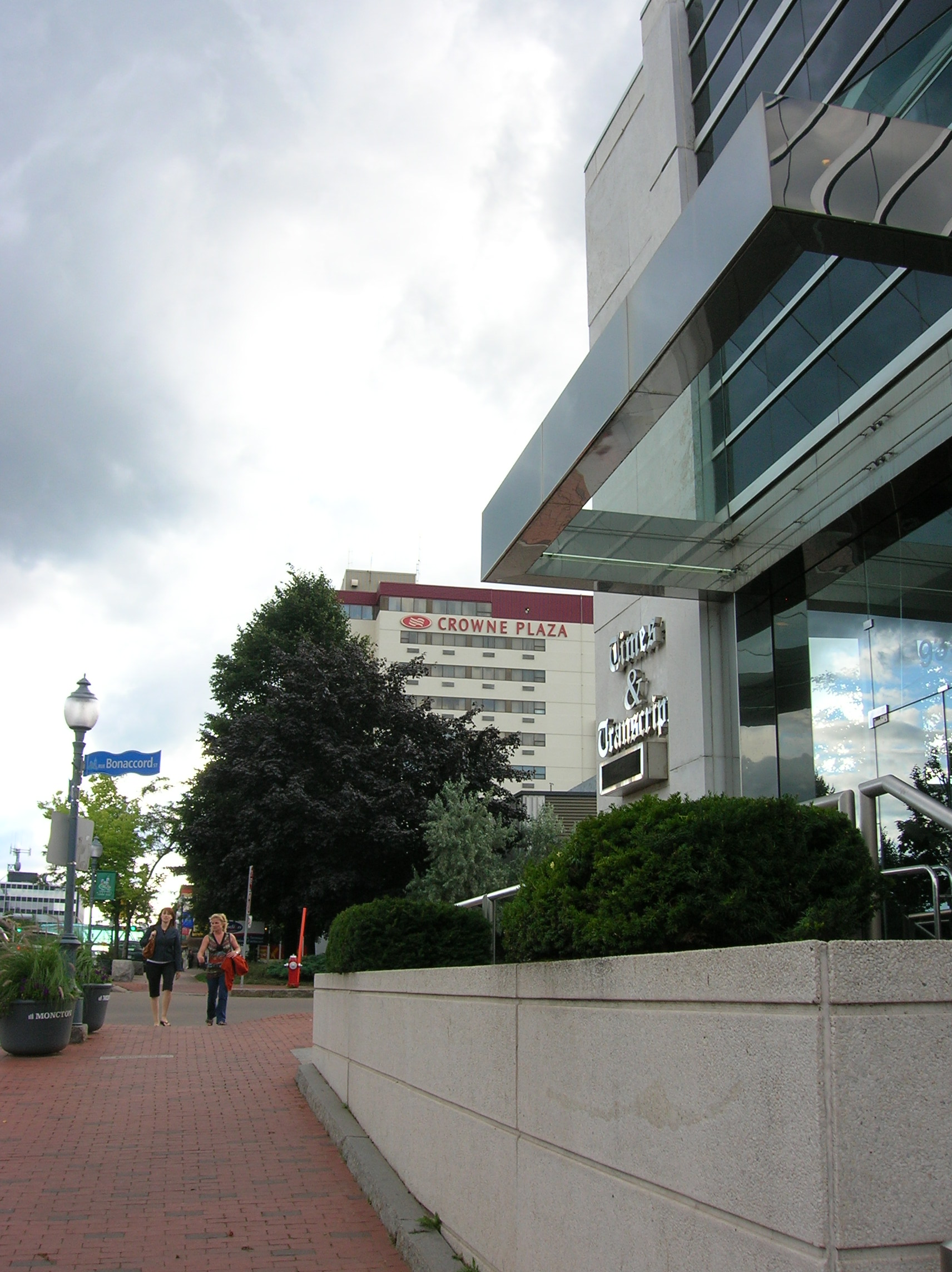
Bureaux du Times & Transcript à Moncton.

## Histoire
Le Times & Transcript est né de la fusion des journaux The Moncton Times et The Moncton Transcript en 1983.